# Eremogryllodes richerti
Eremogryllodes richerti är en insektsart som beskrevs av Lucien Chopard 1959. Eremogryllodes richerti ingår i släktet Eremogryllodes och familjen Myrmecophilidae. Inga underarter finns listade i Catalogue of Life.